# Mario Avati
Pour les articles homonymes, voir Avati.
Mario Avati est un peintre et graveur français né le 27 mai 1921 à Monaco et mort à Paris 15e le 26 février 2009, actif à Paris.

## Biographie
Après des études à l'école nationale des arts décoratifs de Nice et comme élève d'Édouard Goerg à l'école nationale supérieure des beaux-arts de Paris, Mario Avati pratique, à partir de 1947, toutes les techniques de gravure. Dix ans plus tard, il s’oriente, presque exclusivement, vers la manière noire, d'abord en noir, puis, à partir de 1969, en couleur. Ce faisant, il a contribué à relancer cette technique graphique comme support d’expression populaire.
Plusieurs de ses gravures ont été reprises pour l'édition de timbres. Ainsi, en 1980, l'administration postale reproduit, à l'occasion de la Journée du timbre, la gravure Lettre à Mélie.
Mario Avati était membre de la Société des peintres-graveurs français et du Comité national de la gravure française.

## L'œuvre
D'inspiration très classique, l’œuvre d’Avati, tourne quasi exclusivement autour de la nature morte — fruits, fleurs, objets mis en scène… — ou des animaux (les papillons par ex.), avec un traitement d’une grande rigueur géométrique, mais qui ne manque pas, à l’occasion, d’humour, à commencer dans le titre.
Très admiratif et inspiré par l’œuvre de Giorgio Morandi, Mario Avati disposait et organisait ses gravures d'une façon rappelant la composition des tableaux de Morandi.

### Livres illustrés
En plus de la réalisation de centaines d'estampes, Mario Avati a illustré des ouvrages, en particulier de bibliophilie, parmi lesquels :
- Les Plus Belles Pages de Charles Baudelaire[4], éditions Messein, Paris
- Lewis Carroll, Chiméra, deux contes photographiques[5], traduction de Bernard Citroën, frontispice d'Édouard Goerg, Les Impénitents, Paris, 1955
- Villiers de l'Isle-Adam, Contes cruels, Cercle Grolier, 1956
- Dr. Roger Arnaldez, La Médecine arabe[4], éditions Théraplix, Paris, 1960
- Brillat-Savarin, Aphorismes, menus et variétés, Les Francs-Bibliophiles[6], Paris, 1961
- Gustave A. Dassonville, Variations sur une coquille[4], éditions Le Brûlot, Paris, 1978
- Gustave A. Dassonville, La Perle : un conte de Noël[4], éditions Le Brûlot, Paris, 1982
- Nostradamus, Des confitures, Les Bibliophiles de France, Paris, 2010

## Expositions
- « Arrêt sur collections. L'œuvre gravé de Mario Avati »[7]
- Exposition hommage, galerie Sagot - Le Garrec[8]

## Récompenses
- 1957 : prix de la critique, Paris
- 1969 : médaille d'or à la première exposition internationale d'art graphique de Florence
- 1981 : grand prix des arts de la Ville de Paris
- 1997 : prix de gravure, Portland Art Museum
- 1997 : prix Nahed Ojjeh de l'Académie des beaux-arts

## Postérité
Depuis 2013, le prix de gravure Mario-Avati, doté de 40 000 $, est un prix de gravure décerné chaque année par l'Académie des beaux-arts.